# Diospyros alisu
Diospyros alisu är en tvåhjärtbladig växtart som beskrevs av B. Walln. Diospyros alisu ingår i släktet Diospyros och familjen Ebenaceae. Inga underarter finns listade i Catalogue of Life.